# The Shaggy Dog
The Shaggy Dog är en amerikansk familjefilm producerad av Walt Disney Pictures och Mandeville Pictures från 2006 med Tim Allen i huvudrollen. Filmen är regisserad av Brian Robbins.
Filmen är en nyinspelning av Shaggy ä' de' du de? från 1959.

## Handling
Filmen handlar om advokaten Dave Douglas (Tim Allen) som blir förvandlad till hund efter att ha blivit biten av en 300 år gammal hund. Att plötsligt förvandlas till hund är förstås opraktiskt för en advokat och Dave gör sitt bästa för att ta sig ur hundlivet. Men den galna forskaren Dr. Kozak (Robert Downey Jr.), som försöker skapa ett "evigt liv-serum" ur den 300 år gamla hunden, står i hans väg.

## Skådespelare
- Tim Allen som Dave Douglas
- Robert Downey Jr. som Dr. Kozak
- Kristin Davis som Rebecca Douglas
- Danny Glover som Ken Hollister
- Philip Baker Hall som Strictland
- Zena Grey som Carly Douglas
- Spencer Breslin som Josh Douglas
- Bess Wohl som Gwen Lichtman
- Jarrad Paul som Larry
- Jane Curtin som Domare Claire Whittaker